# (7204) Ondřejov
(7204) Ondřejov – planetoida z pasa głównego asteroid okrążająca Słońce w ciągu 4 lat i 131 dni w średniej odległości 2,67 j.a. Została odkryta 3 kwietnia 1995 roku w obserwatorium astronomicznym w Ondřejovie przez Petra Pravca. Nazwa planetoidy pochodzi od wioski Ondřejov, gdzie znajduje się obserwatorium w którym planetoida została odkryta. Przed jej nadaniem planetoida nosiła oznaczenie tymczasowe (7204) 1995 GH.